# Notoproctus abyssus
Notoproctus abyssus är en ringmaskart som beskrevs av Hartman och Fauchald 1971. Notoproctus abyssus ingår i släktet Notoproctus och familjen Maldanidae. Inga underarter finns listade i Catalogue of Life.